# Risorse umane
Risorse umane (in inglese human resources, abbreviato HR) è una locuzione usata nel lessico manageriale e dell'economia aziendale per indicare il personale che presta la propria attività lavorativa in ente - sia esso pubblico o privato - e in particolar modo i lavoratori dipendenti con il loro capitale umano ovvero la forza lavoro.
Con questa espressione si vuole marcare l'aspetto di valore o capitale del personale nella sua professionalità e nelle sue competenze, e quindi il fatto che le spese per lo sviluppo di tali risorse devono essere considerate investimenti. L'uso dell'espressione è inteso a sottolineare l'importanza delle risorse umane nell'ambito dell'azienda, il loro essere un fattore di vantaggio competitivo per l'azienda e l'intero sistema economico, anche se è stato spesso letto come riflesso di una concezione che tende a svalutare la dimensione umana del lavoratore assimilandolo alle altre risorse aziendali.

## Origine ed evoluzione del concetto

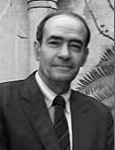
Raymond Miles

Il termine fu utilizzato per la prima volta da Raymond Miles per sottolineare il cambiamento nelle aziende avvenuto con il superamento delle vecchie teorie organizzative, basate sul taylorismo, che inducevano a sottoporre gli individui a controlli rigidi e a pretendere il rispetto rigoroso di norme e procedure.
Con l'avvento delle nuove teorie organizzative, le risorse umane sono considerate, dal punto di vista economico e gestionale, come le altre risorse aziendali: macchinari, tecnologia, immobili ecc. Di conseguenza, l'organizzazione si pone nell'ottica di investire su di esse, per ottimizzare la performance e la qualità. Dal punto di vista relazionale, c'è una maggiore attenzione agli aspetti psicologici e, in particolare, motivazionali, ma anche alla salute psicofisica dei lavoratori. I due aspetti sono interconnessi: considerare le risorse umane come fattore economico e di crescita aziendale spinge l'organizzazione a prestare attenzione anche agli aspetti legati al loro benessere complessivo. Ciò ha portato alla nascita di nuove discipline, come la psicologia del lavoro, la medicina del lavoro e l'ergonomia, che si propongono di studiare gli aspetti psicologici e psicofisici della prestazione lavorativa.
Le risorse umane acquistano così un valore centrale per l'azienda, contribuiscono al suo sviluppo e le consentono di adattarsi ai cambiamenti della società della conoscenza. Nel frattempo lo sviluppo dell'informatica, correlato alla dematerializzazione del lavoro, spinge ad una maggiore attenzione alla crescita professionale e alla formazione delle risorse umane che diventa aspetto fondamentale di crescita e di investimento dell'azienda.
Nel tempo il concetto di risorse umane si è esteso a tutte le tipologie contrattuali di lavoratore, superando il tradizionale ambito dell'addetto subordinato. Da notare, infatti, che in taluni settori (terziario avanzato soprattutto) l'utilizzo di collaboratori con forme contrattuali diverse dalla subordinazione sono spesso in maggioranza.

## Orientamenti manageriali e influenze
Nelle organizzazioni, è importante determinare, sia gli attuali, che futuri requisiti organizzativi per tutte le risorse umane che l'eventuale manodopera in termini di loro abilità/abilità, competenze, flessibilità tecniche ecc. L'analisi richiede la considerazione dei fattori interni ed esterni che possono avere un effetto sul resourcing, sullo sviluppo, sulla motivazione degli impiegati e di altri operai.
I fattori esterni sono quelli in gran parte fuori dal controllo dell'organizzazione. Questi includono il clima economico e le attuali e future tendenze del mercato del lavoro (per esempio, abilità, livello di formazione, investimento di governo nelle industrie ecc.). D'altra parte, le influenze interne sono controllate largamente dall'organizzazione per predire, determinare e monitorare per esempio la cultura organizzativa sostenuta dallo stile manageriale, dal clima ambientale e dall'approccio alle responsabilità sociali ed etiche.

### Orientamenti principali
Per conoscere come funzionano gli affari di un'organizzazione devono essere considerati tre orientamenti importanti:
- Demografia: le caratteristiche di una popolazione/manodopera, per esempio, l'età, genere o classe sociale. Questo tipo di tendenza può avere un effetto rispetto alla pensione o all'assicurazione.
- Diversità: la variazione all'interno della popolazione e del posto di lavoro. I cambiamenti della società adesso significano che una più grande proporzione delle organizzazioni si compone di “baby boomer” o di impiegati più anziani rispetto a trenta anni fa.
- Abilità e qualificazioni: come le industrie si muovono dalle professioni manuali verso le professioni manageriali e quindi il bisogno di competenze elevate. I datori di lavoro devono competere per gli impiegati offrendo ricompense finanziarie e investimenti.

### Risposte individuali
Tenendo conto delle tre possibili risposte delle risorse umane rispetto ai cambiamenti del mercato del lavoro bisogna considerare:
- Diffusione geografica: La distanza per raggiungere il posto di lavoro dovrebbe essere in conformità con la paga offerta così come il trasporto e l'infrastruttura della zona
- Struttura occupazionale: le norme ed i valori delle differenti carriere all'interno di un'organizzazione. Mahoney 1989 ha sviluppato 3 tipi differenti di strutture occupazionali, vale a dire, mestiere (lealtà alla professione), carriera organizzativa (promozione) e non strutturata (operai più bassi/non qualificati che lavorano quando ne hanno bisogno).
- Differenza generazionale: le categorie differenti di età degli impiegati hanno determinato caratteristiche, diverse per il loro comportamento e le loro aspettative all'interno dell'organizzazione

### Sviluppo risorse umane
Lo sviluppo delle risorse umane è una combinazione di formazione e di istruzione, in un vasto contesto delle politiche dell'occupazione e della salute, che accerta il miglioramento, lo sviluppo e la formazione delle risorse umane in un continuum. Adam Smith dichiara: “la capacità degli individui dipende dal loro accesso alla formazione„.. Lo sviluppo delle risorse umane è il mezzo che guida il processo tra l'educazione e l'apprendimento in un ambiente in una società in continuo sviluppo. 
Lo sviluppo delle risorse umane può essere definito come lo sviluppo della sezione più importante di tutta l'organizzazione.
Nelle attività di sviluppo, occorre distinguere bene le attività di addestramento, che sono concentrate sull'alimentare il "saper fare" delle risorse umane, dalle attività di "formazione", che operano nel territorio del "saper essere", conferendo adeguata base culturale, tecnica e professionale, per applicare con flessibilità le proprie capacità in compiti diversi.

## La funzione aziendale
L'espressione è oggi utilizzata anche per designare la funzione aziendale (in passato denominata "personale" o simili) che si occupa dei vari aspetti di un particolare sistema operativo aziendale, il sistema di gestione e sviluppo delle risorse umane, nel quale rientrano i seguenti processi concernenti le risorse umane: 
- pianificazione;
- reclutamento, selezione ed inserimento in azienda;
- formazione;
- valutazione;
- carriera e mobilità del personale;
- politica retributiva;
- relazioni sindacali e rapporti con il personale.

Tale funzione è di solito unita o quantomeno strettamente integrata con la funzione organizzazione. Va inoltre citato il processo complementare alla gestione delle risorse umane, cioè quello dell'amministrazione del personale, che si occupa degli aspetti retributivi, contributivi e fiscali. 
La gestione delle risorse umane va assumendo un'importanza sempre maggiore nelle aziende, evolvendo dal tradizionale ruolo prevalentemente amministrativo ad uno più marcatamente strategico, vista la centralità che i moderni modelli di management attribuiscono alle risorse umane e al loro sviluppo per il conseguimento degli obiettivi. In quest'ottica, un rilievo sempre maggiore è assunto dai sistemi di valutazione del personale e dalla formazione. Inoltre, nella moderna gestione delle risorse umane è sempre più importante il ruolo assunto dalle tecnologie dell'informazione e comunicazione (ICT); in quest'ambito i sistemi informativi per la gestione del personale sono andati evolvendosi, arricchendo le tradizionali funzionalità gestionali-operative (calcolo delle retribuzioni, registrazione dei dati amministrativi ecc.) con funzionalità di supporto alle decisioni: si parla, in questo caso, di sistema di gestione delle risorse umane (HRMS).
Sempre più spesso la selezione del personale e a volte anche la formazione vengono affidate dall'azienda in esternalizzazione ad un'altra azienda con risparmio sui costi fissi del personale reclutante e della formazione, che si esauriscono al termine delle rispettive funzioni.